# Ampulex venusta
Ampulex venusta är en  stekelart som beskrevs av Carl Stål 1857. Ampulex venusta ingår i släktet Ampulex och familjen Ampulicidae. Inga underarter finns listade i Catalogue of Life.